# Basis (Band)
Basis war eine deutsche Hip-Hop-Band, die von 1997 bis 2001 existierte.

## Bandgeschichte
Basis gründeten sich Ende 1996. Die erste Besetzung traf sich im Eco Park von Poppenbüttel, um dort erste Demos aufzunehmen. Damals noch namenlos, kristallisierte sich mit Vera „Missyna“ Holthaus, Kami Manns, Edson Sifre Garcia und Ronny Gerulat ein festes Line-up. 1997 lernten sie den Produzenten Marcus Wolter kennen, dessen Produktionsfirma „Seegang“ sie unter Vertrag nahm. Deren Pressesprecherin und Inhaberin Kati Ahuis gab der Band den Namen „Basis“, der auf verschiedenen spaßigen Unterhaltungen der Gruppe basierte. Seegang bezahlte anschließend die Studiosessions und ließ mehrere Lieder aufnehmen, die meistens von Frontfrau Holthaus stammten. Daneben hatten sie noch Tanztraining bei Aydin Eser, um auf der Bühne und in den Videos auch optisch bestehen zu können.
Es folgte ein erster Auftritt im Hamburger Fitnessstudio Kaifu. Anschließend ließ sich Marcus Wolter vom Song Es geht nur noch einmal von Miss D-Pheat inspirieren und bat Holthaus, einen Song mit ähnlichem Thema für Basis zu schreiben. Der Song wurde schließlich zu Wenn ich nur noch einen Tag zu leben hätte, der Debütsingle der Gruppe. Im Sommer 1997 wurde die Gruppe schließlich bei Polydor unter Vertrag genommen, die sie quasi zu einem Nachfolger der gerade im Trennungsstreit befindlichen Tic Tac Toe aufbauen wollten. Zu ihrer Debütsingle wurde im August 1997 auch ein Video produziert, das auf den Musiksendern VIVA und MTV Airplay bekam. Die zwei Wochen später erschienene Single erreichte Platz 17 in den deutschen Charts. Die folgenden Singles Ich liebe mich und Ich will Euer Leben nicht sowie das Album Hier kommt die Basis waren ebenfalls erfolgreich. Anschließend wurden sie von Manager Alex Grob betreut. 1998 wurde die Gruppe im Rahmen der Preisverleihung VIVA Comet mit dem Nachwuchspreis der Volkswagen Sound Foundation ausgezeichnet.
1998 verließ Manns die Gruppe, um eine Solokarriere zu starten. Zu dritt veröffentlichten sie 1999 ihr zweites Album Phase II und konnten mit der Single Ich will Euer Leben nicht noch einmal an ihre alten Erfolge anknüpfen.
Im Jahr 1999 verschwand Bandmitglied Garcia spurlos, tauchte einige Wochen später aber wieder auf. Sein Manager erklärte, er habe sich bei einer freien christlichen Gemeinde in Köln aufgehalten.
1999 trennte sich aber auch Holthaus von der Band und unterschrieb bei Zeitgeist/Polydor einen Solokünstlervertrag. Dies besiegelte das Ende der Gruppe. Anfang 2001 erschien die Kompilation Ich liebe mich.

## Die Zeit nachBasis
Manns Solokarriere umfasste zwei Singles, eine davon mit Purple Schulz. Sie hat anschließend von 2002 bis 2007 Schauspielerei und Choreografie an der Ernst-Busch-Hochschule für Schauspiel in Berlin und der École Nationale Supérieure des Arts et Techniques du Théâtre in Frankreich studiert und ist heute als Regisseurin und Schauspielerin tätig. Holthaus hat unter dem Künstlernamen Missyna 2001/02 zwei Singles veröffentlicht. Mit der Single Das Leben konnte sie zwar Platz 46 der deutschen Charts erreichen, wurde aber dennoch von ihrer Plattenfirma entlassen. Danach beendete sie ihre musikalische Karriere.

## Diskografie

### Studioalben
| Jahr | Titel                | Höchstplatzierung, Gesamtwochen, AuszeichnungChartsChartplatzierungen (Jahr, Titel, Platzierungen, Wochen, Auszeichnungen, Anmerkungen) | Anmerkungen                              |
| Jahr | Titel                | DE | Anmerkungen                              |
| ---- | -------------------- | --- | ---------------------------------------- |
| 1998 | Hier kommt die Basis | DE45 (5 Wo.)DE | Erstveröffentlichung: 30. März 1998      |
| 1999 | Phase 2              | DE73 (2 Wo.)DE | Erstveröffentlichung: 20. September 1999 |

### Kompilationen
- 2001: Ich liebe mich

### Singles
| Jahr | Titel Album                                                 | Höchstplatzierung, Gesamtwochen, AuszeichnungChartplatzierungen (Jahr, Titel, Album, Platzierungen, Wochen, Auszeichnungen, Anmerkungen) | Höchstplatzierung, Gesamtwochen, AuszeichnungChartplatzierungen (Jahr, Titel, Album, Platzierungen, Wochen, Auszeichnungen, Anmerkungen) | Höchstplatzierung, Gesamtwochen, AuszeichnungChartplatzierungen (Jahr, Titel, Album, Platzierungen, Wochen, Auszeichnungen, Anmerkungen) | Anmerkungen                             |
| Jahr | Titel Album                                                 | DE | AT | CH | Anmerkungen                             |
| ---- | ----------------------------------------------------------- | --- | --- | --- | --------------------------------------- |
| 1997 | Wenn ich nur noch 1 Tag zu leben hätte Hier kommt die Basis | DE17 (10 Wo.)DE | AT34 (2 Wo.)AT | CH23 (8 Wo.)CH | Erstveröffentlichung: 20. Oktober 1997  |
| 1998 | Ich liebe mich Hier kommt die Basis                         | DE31 (9 Wo.)DE | — | CH17 (7 Wo.)CH | Erstveröffentlichung: 16. Februar 1998  |
| 1998 | Kein Weg zu weit Hier kommt die Basis                       | DE95 (2 Wo.)DE | — | — | Erstveröffentlichung: 15. Juni 1998     |
| 1998 | Ich will euer Leben nicht Phase 2                           | DE28 (9 Wo.)DE | — | CH34 (5 Wo.)CH | Erstveröffentlichung: 31. Dezember 1998 |
| 1999 | Ich lieb` dich immer noch Phase 2                           | DE63 (4 Wo.)DE | — | — | Erstveröffentlichung: 9. August 1999    |

Weitere Singles
- 1998: Routines Rotationsstufe Rot